# Heinz-Josef Koitka
Heinz-Josef „Jupp“ Koitka (* 12. Februar 1952 in Wattenscheid) ist ein ehemaliger deutscher Fußballtorwart.

## Laufbahn
Er begann seine Karriere 1971 bei der SG Wattenscheid 09 in der zweitklassigen Regionalliga West. Von 1976 bis 1979 spielte er für Eintracht Frankfurt und bestritt 1977 sein erstes Länderspiel für die bundesdeutsche B-Nationalmannschaft. Er verließ die Eintracht 1979 und spielte in der Saison 1979/1980 in der 2. Bundesliga Nord für Rot-Weiß Lüdenscheid. Im Sommer 1980 wechselte Koitka für eine Ablöse von 150 000 D-Mark zum Hamburger SV, erhielt beim HSV zunächst gegenüber dem gegen eine deutlich höhere Ablöse, ebenfalls 1980 verpflichteten Uli Stein den Vorzug und wurde Stammtorwart. In Folge seiner Leistungen beim HSV wurde Koitka im Oktober 1980 erneut in die B-Nationalmannschaft berufen. Im späteren Verlauf des Spieljahres 1980/81 verlor Koitka seinen Stammplatz im HSV-Tor. Am Jahresende 1981 teilte HSV-Trainer Ernst Happel Koitka mit, trotz Vertrags bis 1983 nicht mehr mit diesem zu planen, strich ihn aus dem Aufgebot und ersetzte ihn durch Amateurtorhüter Manfred Möller, der anstatt Koitkas Ersatztorwart wurde. Koitka setzte sich gegen Happels Vorwurf der Unzuverlässigkeit öffentlich zur Wehr.
Zur Saison 1982/83 wechselte er zu Alemannia Aachen. Dort spielte er zwei Jahre lang und kehrte dann zur SG Wattenscheid 09 zurück. Von 1987 bis 1990 spielte er noch einmal für den Hamburger SV. Insgesamt bestritt er als Torwart von 1975 bis 1990 142 Bundesliga-Partien, 91 für Frankfurt und 51 für Hamburg. Dazu kamen 278 Einsätze im jeweiligen Unterbau der Bundesliga, davon 47 in der Regionalliga und 231 in der 2. Bundesliga.
Sein größter Erfolg war der Gewinn der deutschen Meisterschaft 1982 mit dem Hamburger SV, nachdem er in der Vorsaison Vizemeister geworden war. 1982 erreichte er als Ersatztorhüter hinter Uli Stein das UEFA-Cup-Endspiel.
Im Jahr 1990 beendete Koitka seine Karriere beim HSV. Danach ging er zu seinen Wurzeln nach Wattenscheid zurück, wo er bei der SG Wattenscheid 09 als Trainer und Torwarttrainer beschäftigt war. Von 1992 bis 1994 arbeitete er als Assistenztrainer bei Schalke 04.
Heinz-Josef Koitka war von 1998 bis 2007 Angestellter beim DFB und dort unter anderem für das Torwarttraining der U-21-Nationalmannschaft verantwortlich; außerdem war er als Beobachter tätig.
Sein Sohn Kai spielte von 2003 bis 2006 und 2012 bis 2014 ebenfalls bei Wattenscheid 09.

## Erfolge
- 1974 UEFA-Amateur-Cup-Sieger
- 1978 Dritter beim UEFA Amateur Cup
- 1981 Deutscher Vizemeister
- 1982 UEFA-Pokal-Finalist
- 1982 Deutscher Meister